# Kończ waść, wstydu oszczędź
Kończ waść, wstydu oszczędź – popularny frazeologizm, pochodzący z klasycznej powieści Henryka Sienkiewicza Potop, często mylnie interpretowany.

## Pochodzenie
Słowa te padają z ust Andrzeja Kmicica podczas jego pojedynku na szable z Michałem Wołodyjowskim. Pojedynek, w którym wyzywającym był Wołodyjowski, był skutkiem porwania i przetrzymywania przez Kmicica panny Aleksandry Billewiczówny. Jego stawką było uwolnienie porwanej. Świadkami starcia byli licznie zgromadzeni stronnicy obydwu przeciwników.
Wołodyjowski był niewielkiego wzrostu, był natomiast uznanym mistrzem fechtunku. Znacznie wyższy Kmicic, który uchodził za zabijakę, w pierwszej chwili zlekceważył przeciwnika ze względu na jego warunki fizyczne. Jednak mistrzostwo Wołodyjowskiego we władaniu szablą wkrótce uprzytomniło mu, że nie ma żadnych szans w tym starciu. Wołodyjowski świadom swojej zdecydowanej przewagi drwił z przeciwnika, głośno komentując nieudolne – jego zdaniem – władanie przez niego szablą. Dwukrotnie też wytrącił Kmicicowi szablę z ręki, a następnie pozwolił mu ją podnieść. Kmicic zrozumiał, że jest wobec wysokich umiejętności szermierczych Wołodyjowskiego zupełnie bezradny, a Wołodyjowski z premedytacją go ośmiesza w oczach zgromadzonych. Dlatego poprosił Wołodyjowskiego o zakończenie pojedynku poprzez zadanie decydującego ciosu. Właśnie w tym celu, aby zaoszczędzić sobie dalszego wstydu, wypowiedział słowa: "Kończ waść, wstydu oszczędź". Wybrał niemal pewną śmierć, zamiast dalszych upokorzeń. Po tych słowach Wołodyjowski ciął go szablą w czoło, a Kmicic padł twarzą do ziemi u jego stóp.
Scena ta znalazła się również w filmie Jerzego Hoffmana Potop z 1974 r. W roli Wołodyjowskiego wystąpił Tadeusz Łomnicki, a w rolę Kmicica wcielił się Daniel Olbrychski.

## Właściwe znaczenie
Ten popularny frazeologizm jest często błędnie używany z pominięciem kontekstu, w jakim te słowa padły. Oznaczały „kończ waść, oszczędź mi wstydu”. Kmicic wypowiadając te słowa prosił, aby to jemu – wypowiadającemu je – przeciwnik zaoszczędził wstydu i zakończył upokarzanie go nawet za cenę ostatecznej przegranej. Zatem błędem jest zwracanie się tymi słowami do kogoś z intencją, aby przestał się sam kompromitować i sam zakończył sytuację, w której stoi na straconej pozycji, gdyż popełnia liczne, oczywiste błędy. Frazeologizm ten nie oznacza „przestań się kompromitować”, lecz „oszczędź mi dalszych upokorzeń i pozwól wyjść z honorem z ośmieszającej mnie sytuacji”. Jest to przyznanie się do przegranej i gotowość poniesienia konsekwencji oraz prośba o pewnego rodzaju łaskę ze strony zwycięzcy.
Waść – w dawnej Polsce tytuł używany w stosunku do szlachcica, skrót od waszmość lub wasza mość.